# Clydesdale Bank
Клайдсдейл банк (англ. Clydesdale Bank plc; гэльск. Banca Dhail Chluaidh) — один из коммерческих банков в Шотландии. Входит в число трёх шотландских банков, имеющих право выпуска банкнот.
Банк основан в Глазго в 1838 году. Выпуск банкнот начат в середине XIX века. В 1987 году банк был приобретен National Australia Bank, а в 2016 году был выделен в отдельно образованную холдинговую компанию CYBG plc, также включающую в себя Yorkshire Bank, являющуюся коммерческим подразделением Клайдсдейл банка, которое, в основном, осуществляет деятельность на территории Англии. 
В настоящее время банк выпускает банкноты серии 2009 года номиналом в 5, 10, 20, 50 и 100 фунтов.